# Massarello di Giglio
Massarello di Giglio  est un peintre siennois documenté entre 1291 et 1339, date  sa mort.

## Biographie
Massarello di Giglio est probablement le fils de Gilio di Pietro auteur d'une tavoletta di Biccherna  de 1258.

## Œuvres
- Une tavoletta di Gabella, sa seule œuvre connue datée 1291 qui lui fut payée 8 sous, sous le nom de Massaruccio : Blasons des trois exécuteurs (1291), no 11 de la collection des archives de l'État de Sienne. (Archivio di Stato di Siena).

« LIBRO DE' SIGNORI DE  LA CHABELLA DE L'ENTRATE E DE L'ESCITICIOÈ DI DOMINO ARCHOLANO SCOTTI E DI NERI DI JACHOMO BALDINOTTI E DI MEO DI DOMINO ORLANDO MALVOTI NE PRIMI SEI MESI NE REGIMENTO DI DOMINO PINO DI VERNACCIA PODESTÀ DI SIENA. ANNI MCCLXXXX »

— Texte inscrit  sur la tavoletta.
- Crucifix pour la cappella dei Nove au Palazzo Pubblico (1305)

## Sources
- Enzo Carli, Les Tablettes peintes de la « Biccherna » et de la « Gabella » de l'ancienne république de Sienne, In-8°, Electa Editrice, Milan - Florence, 1951  : description et reproduction des 124 tablettes conservées aux Archives d'État de Sienne.